# Solid State Lighting

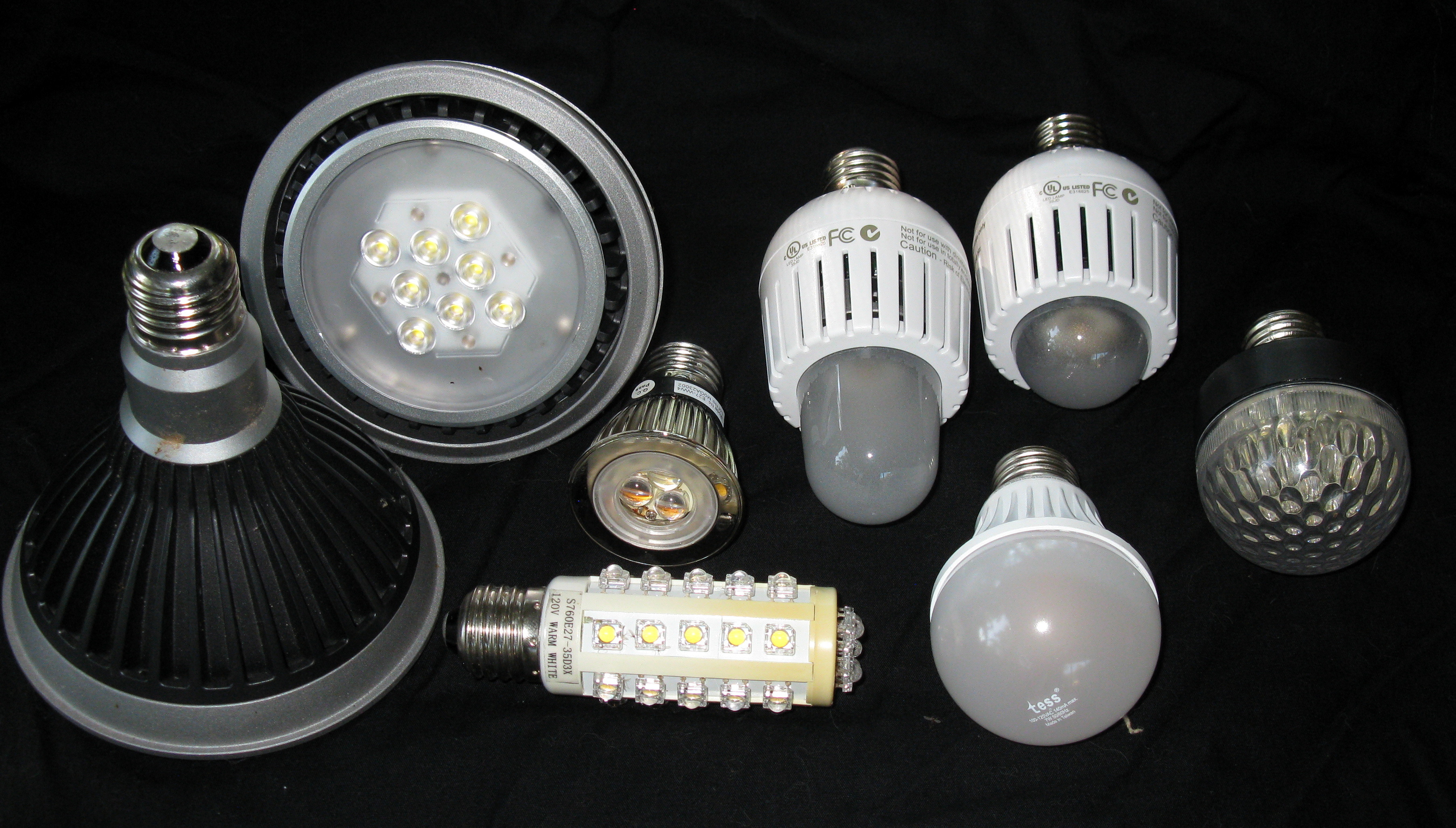
Verschiedene SSLs

Solid-State Lighting (kurz SSL, englisch für Festkörper-Beleuchtung) bezieht sich auf eine Art von Beleuchtung, die Leuchtdioden (LEDs), organische Leuchtdioden (OLED) oder Polymer-Leuchtdioden (PLED) sowie Laserdioden als Lichtquellen verwenden.